# 黃蘗希運
黄蘗希运（—850年），諡斷際禪師，福州人，於福州的黃檗山出家，唐朝禅宗高僧。

## 生平
黄蘗希运从百丈怀海禅师学法，住洪州高安縣黃蘗山（今江西省宜春市宜丰县黄岗乡境内），故稱黃蘗禪師。其弟子临济义玄，創建出中國禪宗最盛的临济宗一系。
希運乃曹溪六祖之嫡孫  ，西堂百丈之法嗣，於安徽南泉禪師處得到印證。在洪州高安縣鷲峰山建寺弘法，更其山名為黃檗山；以師酷愛舊山，故凡所住山，皆以黃檗稱之；禪師直指單傳之心要，四方學人雲集朝來。
黄蘗希运禅师以“般若为本、以空摄有、空有相融”的禅思，大弘禅法。此外黄蘗希运也提倡无心，“无心者，无一切心也。如如之体，内如木石，不动不摇；外如虚空，不塞不碍。无方所，无相貌，无得失。”又说：“但能无心，便是究竟”。黄檗希运也認為“性即是心，心即是佛，佛即是法。”，继承了马祖道一“即心即佛”的思想。
唐宣宗大中二年(848)，時河東節度使裴休鎮宛陵（安徽省宣城縣），迎請希運至開元寺說法，參記禪師之語錄，為現行的《黃檗希運禪師傳心法要》。 
黃檗的門風盛於江南，於大中四年（850）示寂，圓寂後諡『斷際禪師』；世存《語錄》、《傳心法要》、《宛陵錄》等卷。

## 師承
- 百丈懷海

## 法嗣門人
- 楚南禪師[4]
- 臨濟義玄[5]
- 睦州道縱

## 公案軼事
黃檗禪師出家後，過了三十年的修道生活，雖不曾回到過俗家，心中卻常記掛年邁的母親；禪師五十歲之時，在一次參訪的旅途中，返回故鄉探視了母親。
母親由於經年時日的哀傷哭泣，雙眼皆失明，想念兒子的母親，便在路旁設了司茶亭，招待過往的雲遊僧人，同時迎請回家中，為他們清洗雙足，以示禮敬；因為黃檗禪師左腳上有顆大痣，希望有萬分之一的洗腳機遇，母親或許還可認出愛子。
黃檗禪師接受了母親的招待，一邊讓母親洗足，一邊向母親說著佛陀出家的故事，希望能讓母親有所信仰得到安心；黃檗禪師卻只將右腳給母親洗，不把左腳給母親清洗。禪師內心雖有不捨，還是忍痛起程，繼續雲遊行腳參訪。 
鄰居們告訴了禪師的母親：那個向你講說佛陀出家故事的人，就是你盼望見到的兒子。母親聽後幾近瘋狂地説：難怪聲音如此像我的兒，説完便追去，一直追到大河邊。這時的黃檗禪師已經上船，船也開動了，母親情急之下跳到河裏，不幸地溺水身亡。
黃檗禪師在船上眼見母親失足，落水溺亡的情形，不禁悲從中來，慟哭道：「一子出家，九族昇天；若不升天，諸佛妄言。」黃檗禪師説後，即刻乘船返回，火葬了母親，並説了一偈：
「我母多年迷自心，如今華開菩提林；當來三會若相值，歸命大悲觀世音。」
就在黃檗禪師説偈的時候，鄉人都看見他的母親在火焰中升空而去。

## 外部連結
- 筠州黃檗山斷際禪師傳心法要  （页面存档备份，存于）
- 預言精品：黃檗禪師詩 （页面存档备份，存于）
- 黃檗希運禪師 （页面存档备份，存于）